# Galloo
Group Galloo Recycling is een Belgische onderneming die werd opgericht in 1939 met hoofdzetel te Menen. Het is een van de belangrijkste recyclagebedrijven van ferro - en non-ferrometalen in West-Europa met 15 afdelingen in België, 28 in Frankrijk en 2 in Nederland. In 2010 werd het genomineerd als Onderneming van het Jaar, maar moest het de overwinning aan Taminco laten.
In 2013 werd de 1,5 miljoenste door Febelauto gerecycleerde wagen op de terreinen van Galloo verwerkt. Febelauto is coördinator van de milieuvriendelijke verwerking en recyclage van autowrakken sinds 1999. Galloo recycleert zelf ongeveer een derde van de wagens en is daarmee marktleider in België.

## Groei
Galloo kende een sterke groei, die niet enkel organisch was, maar ook via talloze fusies en overnames tot stand kwam. Zo fuseerde de firma Gilbert Deschrijver uit Zeebrugge met Denolf Recycling in april 2013 onder de naam Galloo Brugge.

## Menen Grensland
Het windmolenpark Menen Grensland is het resultaat van een samenwerking tussen groenestroombedrijf Electrawinds en vijf plaatselijke ondernemingen. De turbines staan op de bedrijventerreinen van Roussel en Galloo. Electrawinds was de coördinator van de bouwwerken en blijft ook exploitant. Jaarlijks zullen twee windmolens elk 2,3 megawatt aan elektriciteit produceren.